# Hwanghu-ui pumgyeok
Hwanghu-ui pumgyeok (황후의 품격?, lett. "La dignità dell'imperatrice"; titolo internazionale The Last Empress) è un drama coreano trasmesso su SBS dal 21 novembre 2018 al 21 febbraio 2019.

## Trama
Il drama coreano è ambientato in un'ipotetica monarchia costituzionale nel 2018 e segue la vita di un'attrice musicale che sposa l'imperatore dell'Impero coreano. Cerca il vero amore e la felicità mentre lotta con la vita di palazzo, finendo per rimanere intrappolata nell'omicidio della nonna dell'imperatore, portando alla morte della famiglia imperiale.

## Personaggi
- Oh Sunny, interpretata da Jang Na-ra
- Na Wang-sik/Chun Woo-bin, interpretato da Choi Jin-hyuk
- Imperatore Lee Hyuk, interpretato da Shin Sung-rok
- Min Yoo-ra, interpretata da Lee Elijah
- Imperatrice vedova Kang, interpretata da Shin Eun-kyung

## Colonna sonora
1. What Would It Be (어땠을까) – Jang Deok-cheol
2. Not Over (끝이 아니길) –  Gaho
3. If I Convey My Heart (마음을 전하면) –  Kei (Lovelyz)
4. Deep Voice (낮은 목소리) – Park Ji-min
5. For Only One Day (단 하루만) – Seo Ji-an
6. Open Ending – Giryeon